# Ceratagallia siccifolia
Ceratagallia siccifolia är en insektsart. Ceratagallia siccifolia ingår i släktet Ceratagallia och familjen dvärgstritar.

## Underarter
Arten delas in i följande underarter:
- C. s. compressa
- C. s. alaskana